# Spearsville
Spearsville és una població dels Estats Units a l'estat de Louisiana. Segons el cens del 2000 tenia 155 habitants.

## Demografia
Segons el cens del 2000, Spearsville tenia 155 habitants, 71 habitatges, i 42 famílies. La densitat de població era de 29,1 habitants/km².
Dels 71 habitatges en un 23,9% hi vivien nens de menys de 18 anys, en un 54,9% hi vivien parelles casades, en un 1,4% dones solteres, i en un 40,8% no eren unitats familiars. En el 39,4% dels habitatges hi vivien persones soles el 29,6% de les quals corresponia a persones de 65 anys o més que vivien soles. El nombre mitjà de persones vivint en cada habitatge era de 2,18 i el nombre mitjà de persones que vivien en cada família era de 2,95.
Per edats la població es repartia de la següent manera: un 23,9% tenia menys de 18 anys, un 7,7% entre 18 i 24, un 18,1% entre 25 i 44, un 22,6% de 45 a 60 i un 27,7% 65 anys o més.
L'edat mediana era de 46 anys. Per cada 100 dones de 18 o més anys hi havia 84,4 homes.
La renda mediana per habitatge era de 26.250 $ i la renda mediana per família de 36.719 $. Els homes tenien una renda mediana de 38.125 $ mentre que les dones 16.667 $. La renda per capita de la població era de 13.542 $. Entorn del 23,4% de les famílies i el 23,3% de la població estaven per davall del llindar de pobresa.

## Poblacions més properes
El següent diagrama mostra les poblacions més properes.